# Graziella Sciutti
Graziella Sciutti (Torí (Piemont), 17 d'abril, 1927 - Ginebra (Suïssa), 9 d'abril, 2001), va ser una soprano italiana, pedagoga musical i productora italiana.

## Biografia
Va estudiar amb Rachele Maragliano Mori al Conservatori Santa Cecilia de Roma i va debutar el novembre de 1950 com a senyora Guidotti a l'estrena mundial de I due timidi de Nino Rota dirigida per Franco Ferrara amb Mario Carlin per a la RAI. El 1951 a Ais de Provença va ser Elisetta a Il matrimonio segreto de Cimarosa i va cantar a The Telephone, o L'Amour à trois de Gian Carlo Menotti i al Teatre La Fenice de Venècia Narcisa a Clementina de Luigi Boccherini dirigida. per Issay Dobrowen amb Elena Rizzieri.
El 1952 va ser Servilia a La clemenza di Tito dirigida per Fernando Previtali amb Suzanne Danco i Agostino Lazzari i Gambogi a l'estrena mundial de Lord Inferno Giorgio Federico Ghedini amb Tito Gobbi per a la ràdio RAI i el paper principal a Mozart de Reynaldo Hahn al Théâtre Marigny de París.
El 1953 va ser Lauretta a Giannina e Bernardone amb Sena Jurinac, Sesto Bruscantini i Carlin per a la ràdio RAI. El 1954 al Grand Théâtre de Montecarlo va ser Lucy Brown a L'Opéra de quat'sous (Die Dreigroschenoper) dirigida per Paul Paray.
El 1955 va debutar al Teatro alla Scala de Milà com a Frasquita a l'estrena de Carmen de Bizet dirigida per Herbert von Karajan amb Giuseppe Di Stefano, Giulietta Simionato i Rosanna Carteri, seguit de Papagena a l'estrena de La flauta màgica dirigida per von Karajan amb Nicola Zaccaria, Nicolai Gedda, Elisabeth Schwarzkopf, Giuseppe Taddei i Renato Capecchi i Carolina a l'estrena de Il matrimonio segreto dirigida per Nino Sanzogno amb Eugenia Ratti, Simionato, Franco Calabrese i Luigi Alva per a la inauguració de la "Piccola Scala" i Teatro dell'Opera di Roma Clorinda a La Cenerentola dirigida per Vittorio Gui amb Simionato i Bruscantini.
Després d'algunes actuacions a la ràdio, es va especialitzar en papers lleugers i brillants en òperes del segle XVIII i principis del XIX, apareixent a Don Chisciotte de Giovanni Paisiello Così fan tutte  de Mozart, El barber de Sevilla de Rossini. També va actuar en obres contemporànies, com ara Il quaderno di Francine de Vladimir Vogel (1952), Les caprices de Marianne de Henri Sauguet dirigit per Louis de Froment (Ais de Provença, 1954, primera actuació), Woman is mobile de Riccardo Malipiero (1957). Posteriorment va aparèixer a la Covent Garden a Londres, Salzburg, Viena, San Francisco i altres ciutats.
Va ser famosa per les seves interpretacions dels personatges creats de Mozart com Susanna i Despina, i potser encara més pel paper de Zerlina, que va interpretar el 1959 en una de les gravacions més celebrades i autoritzades del teatre de l'òpera: Don Giovanni dirigit per Carlo Maria Giulini, amb Joan Sutherland, Elisabeth Schwarzkopf i Giuseppe Taddei.
El 1961 va ser Anna Glavari a Die lustige Witwe dirigida per Vito Molinari a l'edició televisiva de Rai i el 1962 va rodar la versió televisiva de l'òpera còmica en un acte La scala di seta de Gioachino Rossini, interpretant el paper de Giulia: la banda sonora, va ser publicat en disc per RCA Victor primer a Itàlia i després a tot el món.
Tot i que alguns trobaven la seva veu a vegades fina, era molt buscada per la seva tècnica vocal i habilitats interpretatives, que li permetien expressar la innocència, l'alegria viva i una mica molesta i la coqueteria característica de molts papers deliciosos escrits per a aquest tipus de veu. En el famós duet de seducció Là ci darem la mano, de l'esmentada edició de Don Giovanni, apareix ingènuament sensual i musicalment impecable.
Després de retirar-se dels escenaris es va dedicar a la docència i la producció. Va ensenyar al Royal College of Music de Londres i va produir La Voix humaine de Francis Poulenc a Glyndebourne el 1977, L'elisir d'amore de Donizetti a Covent Garden, La flauta màgica de Mozart a Coblenza el 1985.

## Repertori
| Rol                    | Títol                             | Autor                      |
| ---------------------- | --------------------------------- | -------------------------- |
| Frasquita              | Carmen                            | Bizet                      |
| Marzelline             | Fidelio                           | Beethoven                  |
| Narcisa                | La Clementina                     | Boccherini                 |
| Glauce                 | Médée                             | Cherubini                  |
| Lauretta               | Giannina e Bernardone             | Cimarosa                   |
| Eugenia                | Il marito disperato               | Cimarosa                   |
| Carolina               | Il matrimonio segreto             | Cimarosa                   |
| Bellina                | Le astuzie femminili              | Cimarosa                   |
| Una voce               | Volo di notte                     | Dallapiccola               |
| Yniold                 | Pelléas et Mélisande              | Debussy                    |
| Adina                  | L'elisir d'amore                  | Donizetti                  |
| Rita                   | Rita                              | Donizetti                  |
| Norina                 | Don Pasquale                      | Donizetti                  |
| Gambogi                | Lord Inferno                      | Ghedini                    |
| Amore                  | Orfeo ed Euridice                 | Gluck                      |
| Angelica               | Orlando                           | Händel                     |
| Ginevra                | Ariodante                         | Händel                     |
| Morgana                | Alcina                            | Händel                     |
| Monica                 | The Medium                        | Menotti                    |
| Lucy                   | The Telephone, or L'Amour à trois | Menotti                    |
| Barbarina Susanna      | Le nozze di Figaro                | Mozart                     |
| Don Giovanni           | Mozart                            |                            |
| Despina                | Così fan tutte                    | Mozart                     |
| Papagena               | La flauta màgica                  | Mozart                     |
| Servilia               | La clemenza di Tito               | Mozart                     |
| Rosina                 | Il barbiere di Siviglia           | Paisiello                  |
| Rachelina              | La molinara                       | Paisiello                  |
| Livietta               | Livietta e Tracollo               | Pergolesi                  |
| Lauretta               | Il maestro di musica              | Pergolesi                  |
| Lisette                | La rondine                        | Puccini                    |
| Belinda                | Dido and Aeneas                   | Purcell                    |
| Annetta                | Crispino e la comare              | Federico Ricci Luigi Ricci |
| Giulia                 | La scala di seta                  | Rossini                    |
| Elvira                 | L'italiana in Algeri              | Rossini                    |
| Fiorilla               | Il turco in Italia                | Rossini                    |
| Rosina                 | Il barbiere di Siviglia           | Rossini                    |
| Clorinda               | La Cenerentola                    | Rossini                    |
| Jemmy                  | Guglielmo Tell                    | Rossini                    |
| Lucia                  | Les Deux Timides                  | Rota                       |
| Ines                   | Il trovatore                      | Verdi                      |
| Oscar                  | Un ballo in maschera              | Verdi                      |
| Tebaldo Voce dal cielo | Don Carlo                         | Verdi                      |
| Nannetta               | Falstaff                          | Verdi                      |

## Discografia
| Any  | Títol                   | Rol        | Casting                                               | Director                    | Segell         |
| ---- | ----------------------- | ---------- | ----------------------------------------------------- | --------------------------- | -------------- |
| 1954 | L'italiana in Algeri    | Elvira     | Giulietta Simionato, Cesare Valletti, Mario Petri     | Carlo Maria Giulini         | EMI            |
| 1955 | Così fan tutte          | Despina    | Teresa Stich-Randall, Walter Berry, Ira Malaniuk      | Rudolf Moralt               | Philips        |
|      | Don Giovanni            | Zerlina    | George London, Eberhard Wächter, Sena Jurinac         | Rudolf Moralt               | Philips        |
|      | Le nozze di Figaro      | Susanna    | Sesto Bruscantini, Franco Calabrese, Sena Jurinac     | Vittorio Gui                | EMI            |
| 1956 | Il matrimonio segreto   | Carolina   | Eugenia Ratti, Ebe Stignani, Luigi Alva               | Nino Sanzogno               | EMI            |
| 1959 | Don Giovanni            | Zerlina    | Eberhard Wächter, Joan Sutherland, Giuseppe Taddei    | Carlo Maria Giulini         | EMI            |
|      | Rita                    | Rita       | Marcello Cortis, Danilo Cestari                       | René Leibowitz              | Cetra          |
| 1960 | Il barbiere di Siviglia | Rosina     | Nicola Monti, Renato Capecchi, Rolando Panerai        | Renato Fasano               | Palladio       |
| 1962 | Alcina                  | Morgana    | Joan Sutherland, Teresa Berganza, Mirella Freni       | Richard Bonynge             | Decca          |
|      | La scala di seta        | Giulia     | Margherita Rinaldi, Fernando Jacopucci, Boris Carmeli | Franco Ferrara              | RCA            |
| 1964 | Don Pasquale            | Norina     | Fernando Corena, Juan Oncina, Tom Krause              | István Kertész              | Decca          |
|      | Fidelio                 | Marzelline | Birgit Nilsson, Tom Krause, James McCracken           | Lorin Maazel                | Decca          |
| 1966 | Falstaff                | Nannetta   | Dietrich Fischer-Dieskau, Ilva Ligabue, Juan Oncina   | Leonard Bernstein           | Sony Classical |
|      | La rondine              | Lisette    | Anna Moffo, Daniele Barioni, Mario Sereni             | Francesco Molinari Pradelli | RCA            |
| 1970 | Orlando                 | Angelica   | Sofia Steffan, Bernadette Greevy, Carole Bogard       | Stephen Simon               | RCA            |
| 1971 | Ariodante               | Ginevra    | Sofia Steffan, Carole Bogard, Bernadette Greevy       | Stephen Simon               | RCA            |